# 56 Pułk Piechoty (austro-węgierski)

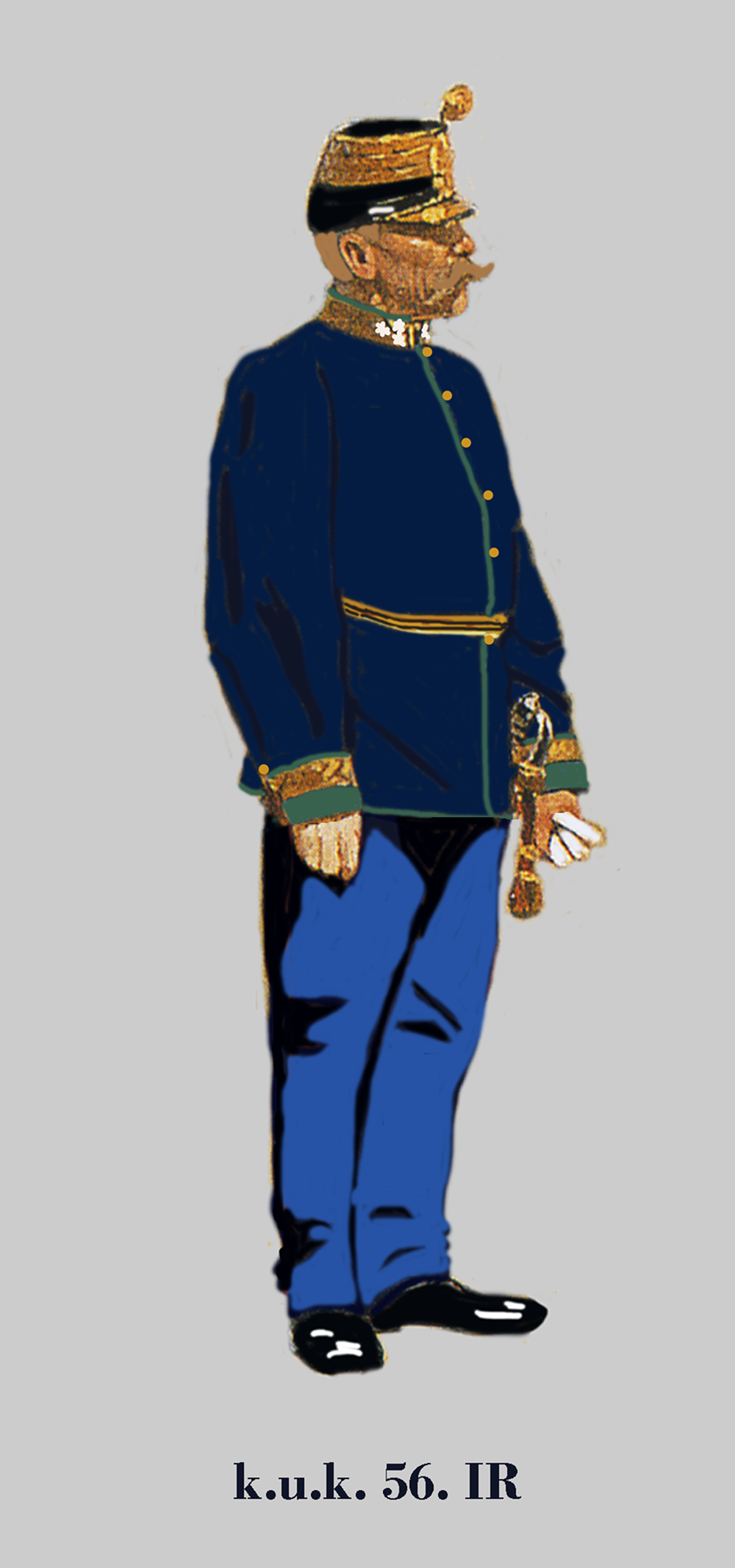
Pułkownik IR 56 w mundurze paradnym

Galicyjski Pułk Piechoty Nr 56 (niem. Galizisches Infanterieregiment Nr. 56) – pułk piechoty cesarskiej i królewskiej Armii.

## Historia pułku
Pułk został utworzony w 1684 roku.
Okręg uzupełnień nr 56 Wadowice na terytorium 1 Korpusu.
Kolejnymi szefami pułku byli:
- marszałek polny porucznik Franciszek Antoni von Gorizzutti (1857–1875),
- FML Alois von Baumgarten (1875–1888),
- feldmarszałek Leopold Józef Maria Daun I von Thiano (1888–1918).

Barwy pułkowe: stalowozielony (stahlgrün), guziki złote.
Skład narodowościowy w 1914 roku: 88% – Polacy.
W 1873 roku pułk stacjonował w Krakowie, natomiast batalion zapasowy i batalion uzupełnień w Wadowicach.
W latach 1903–1914 pułk stacjonował w Krakowie, natomiast III batalion w Wadowicach.
W 1914 roku pułk wchodził w skład 23 Brygady Piechoty należącej do 12 Dywizji Piechoty.
W czasie I wojny światowej pułk walczył z Rosjanami w Galicji. W grudniu 1914 roku w okolicach Bochni. W styczniu 1915 roku w okolicach Przysłupia, w okresie od lutego do początku maja w okolicach Szymbarku, a w maju w okolicach wsi Bączal Dolny i Święcany niedaleko Jasła. Żołnierze pułku są pochowani m.in. na cmentarzach wojennych nr: 27 w Bączalu, 30 w Święcanach, 314 w Bochni, 59 w Przysłupie, 74 w Szymbarku oraz 123 w Łużnej Pustkach.
Od czerwca 1917 pułk znajdował się na froncie włoskim. Od czasu nieudanej ofensywy austriackiej w czerwcu 1918 zajmował odcinek nad rzeką Piavą w okolicy zniszczonego miasteczka San Donà di Piave. 30 października 1918 pułk otrzymał rozkaz wycofania się ze stanowisk nad Piavą. Jak wspominał ówczesny porucznik Stanisław Ostrowski „w tym dniu rozpoczął się odwrót, który już trwał nieprzerwanie i zakończył się przybyciem do Wadowic w dniu 17 listopada”. W międzyczasie (5 listopada) Komenda 12 Dywizji Piechoty zarządziła podział dywizji na trzy części: polską, która miała się zgrupować w IR Nr 56, niemiecką, która miała się zgrupować w Pułku Piechoty Nr 100 i czeską, zgrupowaną w Pułku Piechoty Nr 3.

## Żołnierze
Komendanci pułku
- płk Emanuel Freiherr Henniger von Eberg (1873)
- płk August Mejer (do 1894 → komendant 2 Brygady Górskiej)
- płk Theodor Höpler (1894–1899 → komendant 18 Brygady Piechoty)
- płk Isidor von Paunel (1899 – )
- płk Ferdinand Bauer (1903–1904)
- płk Johann Linhart (1905–1906)
- płk Andreas Pitlik (1907–1909)
- płk Maximilian Winkler (1910–1912)
- płk Antoni Madziara (1913–1915)
- płk SG Józef Czikel (1915–1916)
- płk Hugo Wohlang (1918)[3]

Oficerowie
- mjr Kamil Jakesch
- kpt. Józef Łępkowski
- kpt. Rudolf Siwy
- kpt. Stanisław Ścibor-Rylski (1916 †)
- kpt. Kazimierz Topoliński
- por. rez. Juliusz Drapella
- por. Ludwik Matyja
- por. rez. Gustaw Kieszkowski
- por. rez. Stanisław Ostrowski – II adiutant pułku[3]
- por. rez. Jakub Plezia
- por. rez. Alojzy Senkowski
- por. rez. Władysław Tobiasiewicz – oficer propagandy wojennej[3]
- ppor. rez. Tadeusz Gołąb
- ppor. rez. Aleksander Iwański – pomocnik oficera prowiantowego[3]
- ppor. rez. Mieczysław Konopek – redaktor albumu pułkowego[3]
- ppor. rez. Władysław Kulma
- ppor. rez. Antoni Tobiasiewicz
- ppor. rez. Franciszek Wojakowski
- ppor. rez. Józef Zołoteńki
- chor. rez. Antoni Kaczmarczyk
- chor. rez. Antoni Kamski
- chor. rez. Jan Mazurkiewicz
- chor. rez. Władysław Steblik
- chor. rez. Jarosław Zawałkiewicz
- Juliusz Bijak
- Rudolf Brachaczek
- Marceli Gosławski
- Rudolf Tarnawski

Podoficerowie i szeregowcy
- kadet-aspirant Edmund Kołodziejczyk
- jednoroczny ochotnik Stanisław Tyrcha
- sierżant Teofil Prorok (1876–1917)[5]